# Aéroport de Gondar
Pour les articles homonymes, voir GDQ.
L'aéroport de Gondar, code IATA : GDQ, est situé dans la ville de Gondar en Éthiopie. Cet aéroport est notamment desservi par la compagnie Ethiopian Airlines.

## Situation
| \| 100 km1:14 593 000 \| Jimma Diré Dawa Addis-Abeba Mekele Arba Minch Asosa Aksoum Dar Kombolcha Gambela Gode Gondar Humera Jijiga Kebri Dahar Lalibela Robe Semera Shire |
| 100 km1:14 593 000 |

## Compagnies et destinations
| Compagnies         | Destinations                       |
| ------------------ | ---------------------------------- |
| Ethiopian Airlines | Addis-Abeba Bole, Aksoum, Lalibela |

Actualisé le 17/11/2023